# Ходорченков, Алексей Викторович
Алексе́й Ви́кторович Ходо́рченков (род. 18 сентября 1961, Нарва, ЭССР) — российский дирижёр и контрабасист, Заслуженный артист Российской Федерации (2008).

## Биография
С четырехлетнего возраста начал обучаться игре на фортепиано. После переезда семьи в Ташкент в 1973 году поступил в Ташкентскую среднюю специальную музыкальную школу им. В. А. Успенского при Ташкентской государственной консерватории имени М. Ашрафи, в которой учился по специальностям фортепиано, теория музыки и контрабас.
Окончил Московскую государственную консерваторию им. П. И. Чайковского по специальностям контрабас в 1984 году по классу профессора Евгения Алексеевича Колосова и оперно-симфоническое дирижирование в 1996 году по классу профессора Василия Серафимовича Синайского.

### Творческая деятельность
В разные годы работал концертмейстером группы контрабасов Государственного Малого симфонического оркестра СССР (1985—1989) и заместителем концертмейстера группы контрабасов Академического симфонического оркестра Московской филармонии (АСО МГФ) (1989—1997).
В 1993 году состоялся его дебют в качестве дирижёра в студенческом симфоническом оркестре Саратовской государственной консерватории имени Л. В. Собинова, после которого он получил ангажемент на серию симфонических программ от Академического симфонического оркестра Саратовской областной филармонии имени Шнитке.
В 1995 году получил диплом на Первом Международном конкурсе молодых дирижеров им. Ловро Матачича в Загребе (Хорватия).
В 1997 году принял решение посвятить себя дирижёрской профессии, в связи с чем оставляет работу в АСО МГФ и подписывает контракт с Академическим симфоническим оркестром Саратовской областной филармонии имени А.Шнитке.
В 1998 году получил приглашение от Вольфа Горелика и Александра Тителя принять участие в постановке оперы Ж. Бизе «Кармен» в Московском музыкальном театре имени К. С. Станиславского и В. И. Немировича-Данченко.
В 1999—2008 годах работал в театре «Московская оперетта» (2007—2008 годы — главный дирижёр театра).
В период с 2000 по 2005 год дирижировал российскими постановками мюзиклов «Метро» (2000—2002), «Чикаго» (2002), «We Will Rock You» (2004), а также мюзиклом композитора И. Зубкова «12 стульев» (2003).
С 2007 по 2008 год являлся также главным дирижёром Рязанского областного музыкального театра.
В 2008—2013 годах работал по контракту в США, где поставил ряд мюзиклов и дирижировал различными симфоническими программами.
После возвращения из США продолжил концертную деятельность в России, выступая со многими симфоническими оркестрами РФ. 
Дирижёр III Международного конкурса виолончелистов им. С.Н. Кнушевицкого (2016, Саратов).
Дирижёр, член Отборочной комиссии и Экспертного совета I, II и III Всероссийских конкурсов молодых композиторов «Партитура» (2020, 2022, 2024, Москва).

## Постановки втеатре «Московская оперетта»
- 2001 — «Греховодник» А. Чайковский
- 2004 — «Сильва» И. Кальман
- 2005 — «Моя прекрасная леди» Ф. Лоу[6]
- 2006 — «Парижская жизнь» Ж. Оффенбах[7]
- 2008 — «Принцесса цирка» И. Кальман[8]

## Награды и звания
- 1995 — Дипломант I Международного конкурса молодых дирижеров им. Ловро Матачича в Загребе (Хорватия)
- 2008 — Заслуженный артист Российской Федерации[9]